# Eggeralm (Bad Gastein)
Die Eggeralm ist eine Alm in der Gemeinde Bad Gastein im österreichischen Bundesland Salzburg.

## Lage und Charakteristik

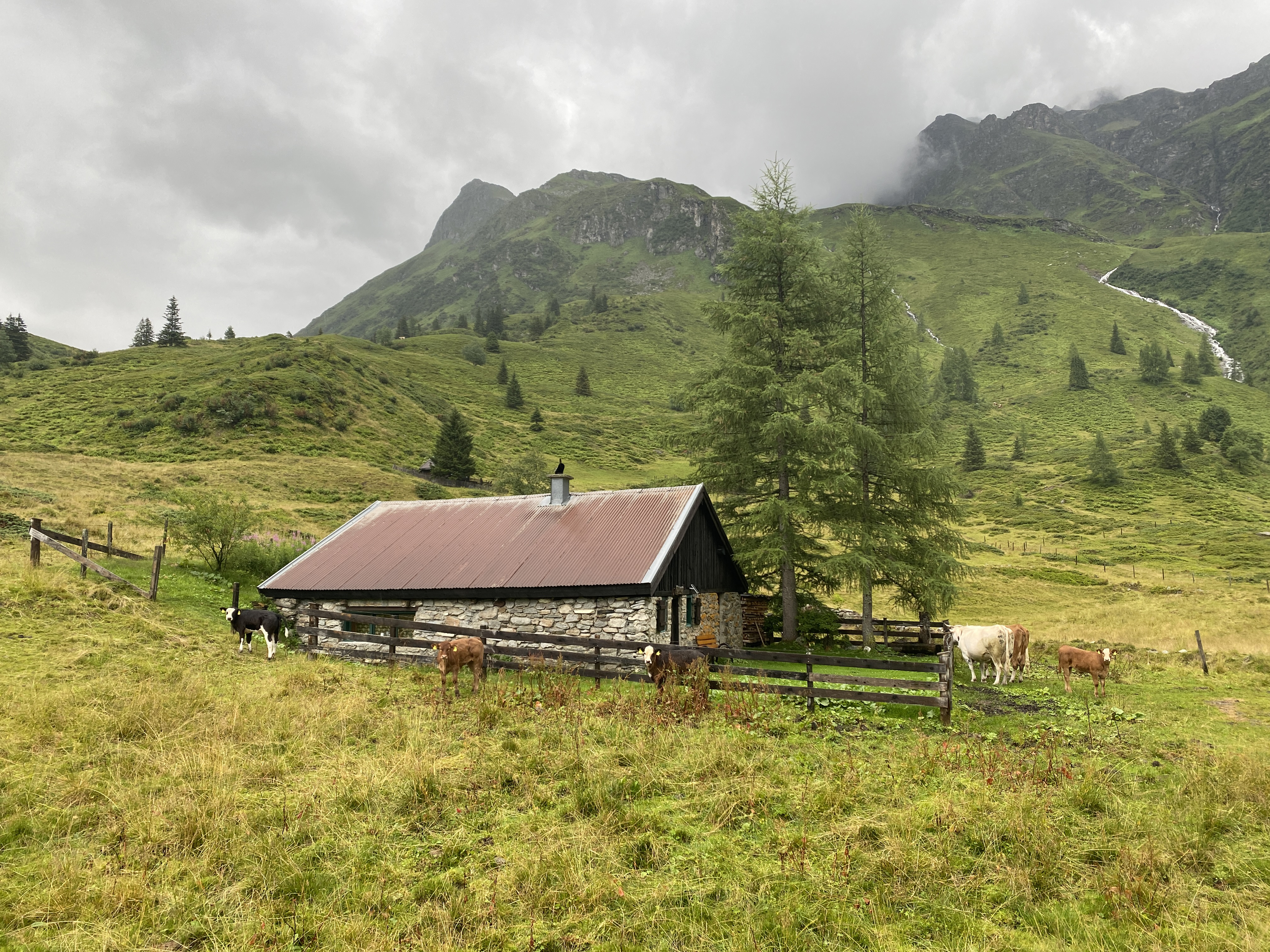
Almhütte der Eggeralm

Die Eggeralm liegt im hinteren Naßfelder Tal. Sie gehört zur Ortschaft Bad Gastein, zur Katastralgemeinde Böckstein und zum Landschaftsschutzgebiet Gasteiner-Tal. Eine Almhütte steht auf einer Höhe von 1645 m ü. A. Über den Süden der Alm verläuft der Weitwanderweg Rupertiweg. Benachbarte Almen sind die Demlingalm im Norden und die Veitbaueralm im Westen.
Nördlich der Eggeralm fließt die Nassfelder Ache, westlich deren Zubringer Höllkarbach. Die Alm befindet sich in einem Moränengebiet. Auf ihrem Areal gibt es zwei naturnahe Tümpel. Im Süden und West finden sich Bestände der Rostblättrigen Alpenrose (Rhododendron ferrugineum).

## Geschichte
Im von 1823 bis 1830 erstellten Franziszeischen Kataster ist die Almhütte ohne Namensangabe verzeichnet.